# Scheloribates rigidisetosus
Scheloribates rigidisetosus är en kvalsterart som beskrevs av Rainer Willmann 1951. Scheloribates rigidisetosus ingår i släktet Scheloribates och familjen Scheloribatidae. Inga underarter finns listade i Catalogue of Life.